# 2022年全米オープン (テニス)
2022年 全米オープン（2022ねん ぜんべいオープン）は、アメリカ合衆国ニューヨーク州ニューヨークにあるUSTAビリー・ジーン・キング・ナショナル・テニス・センターにて、2022年8月29日から9月11日にかけて開催されたテニスの国際大会。

## 概要
本大会は全米テニス協会（USTA）が主催する142回目の全米オープン。
2022年の全仏オープン、ウィンブルドン選手権に続き、最終セットのタイブレークは10ポイント制。

## 選手
ノバク・ジョコビッチは新型コロナウイルスのワクチン未接種によりアメリカ合衆国への入国ができないため、大会を欠場した。

## 賞金
今大会の賞金総額は6000万ドルであり、男子・女子シングルスの優勝者にはそれぞれ260万ドルが渡される。